# NGC 7502
NGC 7502 је двојна звезда у сазвежђу Водолија која се налази на NGC листи објеката дубоког неба.
Деклинација објекта је - 21° 44' 11" а ректасцензија 23h 10m 19,7s. Привидна величина (магнитуда) објекта NGC 7502 износи 13,6. NGC 7502 је још познат и под ознакама ESO 604-**5.